# Cycle de Jespersen

Illustration du cycle de Jespersen.

Le cycle de Jespersen est, en linguistique historique, le processus de  l’évolution de l’expression de la négation dans certaines langues. Le terme a été créé par le linguiste suédois Östen Dahl dans une publication de 1979 intitulée Typology of Sentence Negation, en l’honneur du linguiste danois Otto Jespersen qui a été le premier à identifier ce cycle, dans les années 1910.

## Description
Au début de son livre Negation in English and Other Languages, Otto Jespersen écrit :

« En étudiant l’histoire des expressions négatives dans diverses langues, on assiste à une curieuse fluctuation : l’adverbe négatif originel s’affaiblit, puis il est jugé insuffisant et il est donc renforcé, généralement au moyen d’un autre mot ; ce deuxième mot peut alors être ressenti comme celui qui exprime la négation et il peut, avec le temps, subir la même évolution que le mot d’origine. »

Le cycle consiste en trois étapes :
1. La négation est exprimée par un élément placé avant le verbe. Par exemple, en ancien français : « Je ne dis » (ou « Jeo ne dis »).
2. Deux éléments sont obligatoires pour exprimer la négation, un avant le verbe et l’autre après : « Je ne dis pas » en français standard.
3. Le premier élément devient facultatif, voire disparaît complètement : « Je dis pas » en français familier.

## Exemples
Ce cycle est observé dans de nombreuses langues de plusieurs familles différentes telles que le français, le gallois ou certains dialectes arabes et berbères. Ce phénomène a aussi eu lieu en anglais et dans d’autres langues germaniques : « Je n’ai pas vu » se dit Ic ne seah en vieil anglais. En moyen anglais, la négation est renforcée par nawiht (I ne saugh nawiht), ce qui a donné I saw not en anglais moderne naissant.
Dans la plupart des langues chamiques du Viêt Nam, la négation est exprimée par deux particules et il est possible que ces langues subissent le cycle de Jespersen. Voici un exemple en roglai :
| Amã                             | buh  | não   | paq | apu     | oh.  |
| Père                            | nég1 | aller | à   | rizière | nég2 |
| Le père ne va pas à la rizière. |      |       |     |         |      |

En mwotlap, langue océanienne du Vanuatu, la négation est exprimée par un morphème et-… te :
| Et-                           | ino | te,  | ikē! |
| nég1                          | 1sg | nég2 | 3sg  |
| Ce n’est pas moi, c’est lui ! |     |      |      |

Le deuxième élément de la négation, te, est à l’origine un morphème indiquant le partitif (on retrouve ce phénomène dans quelques autres langues du Vanuatu, notamment en lewo). Dans le langage très familier, l’élément et- peut être omis dans certains cas :
| Ino                        | te, | ikē! |
| 1sg                        | nég | 3sg  |
| C’est pas moi, c’est lui ! |     |      |